# Habitación en Roma
Habitación en Roma (em inglês:  Room in Rome) é um filme espanhol de 2010, do gênero drama / romance. Dirigido por Julio Medem. Os papeis de protagonista fica a cargo de Elena Anaya e Natasha Yarovenko.

## Sinopse
Duas lindas mulheres, Natasha uma russa e Alba uma espanhola, se encontram em Roma, e um quarto de hotel se torna um ambiente perfeito para se entregarem a uma aventura física que toca suas almas.

## Elenco
- Elena Anaya como Alba
- Natasha Yarovenko como Natasha
- Enrico Lo Verso como Max